# Catarina de Bragança (1606)
D. Catarina de Bragança (Vila Viçosa, 6 de abril de 1606 - Vila Viçosa, 18 de janeiro de 1610), foi a quarta filha de Teodósio II, 7.º Duque de Bragança e de Ana de Velasco e Girón e irmã do futuro Rei João IV de Portugal.

## Biografia
Nasceu no Paço Ducal de Vila Viçosa, na mesma vila, a 6 de abril de 1606. Foi baptizada a 13 do mesmo mês pelo Arcebispo de Évora Alexandre de Bragança, tio paterno, e, tendo chovido muito nesse dia, se fez caminho para a Capela Ducal pela sala do Duque e pelo corredor do claustro que ia ter à capela, sendo a cerimónia ricamente ornada, como era costume. Teve por padrinhos Filipe de Bragança, tio paterno e Catarina de Portugal, avó paterna, a quem lhe foi dado o mesmo nome, em homenagem à mesma. Levou-a à pia baptismal João de Tovar Caminha, levando as insígnias António de Ataíde, Heitor de Figueiredo de Brito e Rui de Sousa Pereira, todos oficiais e fidalgos da Casa do Duque. Ficou órfã de mãe com apenas 1 ano e meio de idade.
Faleceu no mesmo Paço onde nasceu, a 18 de janeiro de 1610, aos 3 anos de idade. Jaz no Panteão das Duquesas de Bragança, no Convento das Chagas, em Vila Viçosa, junto à sua mãe, tendo no seu túmulo o seguinte epitáfio: «Aqui jaz a Senhora D. Catharina, filha do Duque D. Theodosio II. do nome, e VII. Duque de Bragança, e da Senhora D. Anna de Velasco e Giron, sua mulher. Faleceo a 18 de Janeiro de 1610 annos».